# 이벤트 뷰어
이벤트 뷰어(Event Viewer)는 마이크로소프트 윈도우 NT 계열의 운영 체제의 구성 요소이며, 관리자와 사용자가 로컬 컴퓨터나 원격 컴퓨터의 이벤트 로그를 볼 수 있게 한다. 윈도우 비스타에서 이벤트 시스템은 철저히 검사를 받으며 윈도우 이벤트 로그로 이름이 바뀌었다.

## 개요
이벤트 로그(문화어: 일지문서)는 1993년 이후로 윈도우 NT의 기능이 되어 왔다. 응용 프로그램과 운영 체제 구성 요소는 이러한 중심적인 로그 서비스를 이용하여 발생했던 이벤트를 보고할 수 있었다. 이를테면 어떠한 구성 요소가 시작을 실패했는지, 또 어떠한 동작이 끝마쳤는지 알 수 있다.
이 시스템은 3가지 로그 소스로 정의할 수 있다.
- 시스템 : 윈도우 운영 체제와 윈도우 응용 프로그램을 각각 사용하도록 고안되어 있다.
- 응용 프로그램 : 윈도우 운영 체제와 윈도우 응용 프로그램을 각각 사용하도록 고안되어 있다. (시스템과 같음)
- 보안 : 로컬 보안 권한 서브시스템 서비스 (lsass.exe)에 의해서만 직접 기록이 가능하다.

윈도우 NT 4.0은 이벤트 소스 정의(이를테면 이벤트가 발생된 응용 프로그램)와 로그 백업 수행을 지원한다.
윈도우 2000에는 앞서 언급한 3가지 로그 소스뿐 아니라 응용 프로그램이 저만의 로그 소스를 만들 수 있는 기능이 추가되어 있다. 또한 NT4의 이벤트 뷰어는 마이크로소프트 관리 콘솔로 대체되었다.
윈도우 서버 2003은 AuthzInstallSecurityEventSource() API 호출을 추가하였다. 이로써 응용 프로그램이 보안 이벤트 로그로 등록하고 보안 검사 항목을 기록할 수 있게 되었다.

## 윈도우 이벤트 로그
윈도우 이벤트 로그는 다시 쓰여진 이벤트 추적 및 로그 아키텍처이며, 윈도우 비스타에 도입되었다. 윈도우 이벤트 로그는 잘 정의되고 구조화된 XML 포맷을 기반으로 다시 쓰여져서 응용 프로그램들이 이벤트를 더 정확하게 기록할 수 있게 하였다. 관리, 운영, 분석, 디버그 로그 유형을 포함한 수많은 여러 종류의 이벤트 로그가 있다.
범위 창틀에 있는 응용 프로그램 로그 노드를 선택하면 진단 로그의 이름을 가진 수많은 새로운 하위 분류의 이벤트 로그가 나타난다. 이벤트 로그는 윈도우 비스타 또는 윈도우 서버 2008을 실행하여 다른 시스템에 자동으로 이동되도록 설정할 수 있다. 이벤트 로그는 또한 원격으로 다른 컴퓨터에서 감시 받을 수 있고, 아니면 여러 개의 이벤트 로그가 집중적으로 기록되어 한 대의 컴퓨터로부터 관리를 받을 수도 있다. 이벤트 로그는 하나 이상의 기준이나 표준 XPath 양식에 따라 보고자 하는 부분만 표시되도록 분류할 수 있으며, 하나 이상의 이벤트에 사용자 정의 보기를 사용할 수 있다. 이러한 분류나 고급 필터는 특정한 하부 시스템이나, 특정한 구성 요소와 기술 지원을 위한 추적에 대한 문제에 관련된 로그를 볼 수 있도록 도와 준다. 이벤트는 또한 직접 다시 설계된 작업 스케줄러에서 실행되는 작업과 연동할 수 있다. 이벤트 특성은 또한 더욱 자세히 표시되며 이벤트 ID, 단계, 작업, 연산 부호, 키워드 속성을 보여 준다.

## 같이 보기
- 마이크로소프트 관리 콘솔